# Герб Грабового (Горлівський район)
Герб Грабового — символ села Грабове Чистяківської міської громади Горлівського району Донецької області, Україна. Автор — Едуард Савченко.
В нижній частині герба по полю, їде зелений комбайн. У селі побутує легенда про козака Сокола, який посідав однойменну гору і займався розбоєм - самовільним оподаткуванням валок на чумацьких шляхах. Гора з такою назвою дійсно існує, іноді можна зустріти назву Соколиха. Нижнє золоте клиноподібне поле символізує одночасно і поле пшениці і гору Сокіл. На цій горі і посідає сокіл природнього кольору. Блакитний колір також символізує річку Міус.

## Історія
На стелі на в'їзді до села представлена така емблема - у нижній золотій частині зображено комбайн що молотить збіжжя, у горішній лазуревій місцева Свято-Троїцька церква та дві гілочки грабу.